# Кравцов, Владимир Николаевич
Владимир Николаевич Кравцов (19 октября 1949, Алитус, Литовская ССР, СССР — 2 декабря 1999) — советский гандболист, олимпийский чемпион 1976 года, серебряный призёр Игр 1980 года. Заслуженный мастер спорта СССР (1976).
Чемпион мира 1982 года, серебряный призёр чемпионата 1978 года. Провел в составе сборной СССР 159 международных матчей, забросил 335 мячей.
На клубном уровне выступал за команды «Буревестник» (Москва), МАИ. Чемпион СССР 1974—1975 годов. Обладатель кубка СССР 1977 года. Победитель Спартакиады народов СССР 1975 и 1979 годов. В 1978 году приглашался к матчам сборной мира.
Умер в 1999 году. Похоронен на Перепечинском кладбище.
С 2004 года в Глазове (Удмуртия) проводится гандбольный турнир памяти Владимира Кравцова.